# Decret
Decretul este o normă juridică, de obicei, emisă de către un șef de stat (cum ar fi președintele unei republici sau a unui monarh), în conformitate cu anumite proceduri (de obicei, stabilite într-o constituție). Decretul se mai definește ca actul prin care se stabilesc dispoziții generale obligatorii sau prin care se reglementează anumite situații juridice. Termenul particular utilizat pentru acest concept poate varia de la o țară la alta.
În exercitarea atribuțiilor sale, Președintele României semnează și uneori emite decrete care se publică în Monitorul Oficial al României. Nepublicarea atrage inexistența decretului.

## Legături externe
- Constituția României Arhivat în 9 decembrie 2021, la Wayback Machine.